# Терра, Ферран
Ферран Терра (исп. Ferran Terra Navarro; род. 10 марта 1987, Матаро, Испания) — испанский горнолыжник, член олимпийской сборной Испании по горным лыжам на зимних Олимпийских играх 2010.

## Результаты
На этапах Кубка Мира дебютировал 28 октября 2007 года в австрийском Зельдене в гигантском слаломе. На зимних Олимпийских играх 2010 принимал участие в четырёх дисциплинах горнолыжной программы.

## Победы на чемпионатах Испании (3)
| № | Дата        | Место     | Дисциплина            |
| - | ----------- | --------- | --------------------- |
| 1 | 22 мар 2007 | Канданчу  | Гигантский слалом     |
| 2 | 26 мар 2009 | Ла-Молина | Гигантский слалом (2) |
| 3 | 27 мар 2009 | Ла-Молина | Слалом                |